# Lyský průsmyk
Lyský průsmyk (tjeckiska) eller Lyský priesmyk (slovakiska) är ett bergspass på gränsen mellan Tjeckien och Slovakien. Lyský průsmyk ligger 660 meter över havet.